# Шалата
Шалата је насеље у Загребу. Налази се у градској четврти Горњи град - Медвешчак, а имала је 9 388 становника према попису становништва из 2001. године. У насељу се налазе шпортски центар ШРЦ Шалата и болница КБЦ Шалата. Будући да је на обронцима Медведнице, Шалата се налази на 40-70 метара већој висини у односу на центар Загреба.
Станари Шалате се налазе у близини свих важних дешавања изван насеља због близине старог градског језгра, Горњег града и Каптола и новог центра Загреба, Доњег града. Шалата је један од најскупљих предела Загреба због ширине и квалитета погледа на град. Стога у њој живи и пуно познатих и утицајних јавних личности из политике, музике и спорта у Хрватској.